# Aphaniosoma suboculicauda
Aphaniosoma suboculicauda är en tvåvingeart som beskrevs av Frey 1958. Aphaniosoma suboculicauda ingår i släktet Aphaniosoma och familjen gulflugor. Inga underarter finns listade i Catalogue of Life.